# Sielsowiet Końki
Sielsowiet Końki (biał. Конькаўскі сельсавет, Końkauski sielsawiet; ros. Коньковский сельсовет) – sielsowiet na Białorusi, w obwodzie brzeskim, w rejonie lachowickim, z siedzibą w Końkach.

## Demografia
Według spisu z 2009 sielsowiet Końki zamieszkiwało 2019 osób, w tym 1638 Białorusinów (81,13%), 216 Polaków (10,70%), 118 Rosjan (5,84%), 35 Ukraińców (1,73%), 3 Romów (0,15%), 7 osób innych narodowości i 2 osoby, które nie podały żadnej narodowości.

## Geografia i transport
Sielsowiet położony jest na historycznej Nowogródczyznie, w północnej części rejonu lachowickiego, pomiędzy Lachowiczami i Baranowiczami, z którymi graniczy. Największą rzeką jest Szczara.
Przez sielsowiet przebiegają linie kolejowe Łuniniec – Baranowicze i Osipowicze – Baranowicze oraz droga republikańska R4.

## Miejscowości
- agromiasteczka:
  - Darewo
  - Końki
- wsie:
  - Czwyry
  - Darawa-Czyż
  - Dreki
  - Fedziuki
  - Hołowacze
  - Litwa
  - Łabuzy
  - Małe Podlesie
  - Sakuny
  - Turki
  - Zarzecze